# Xya albipalpis
Xya albipalpis is een rechtvleugelig insect uit de familie Tridactylidae. De wetenschappelijke naam van deze soort is voor het eerst geldig gepubliceerd in 1934 door Chopard.